# День национальной прессы Азербайджана
«День национальной прессы Азербайджана» — профессиональный праздник всех работников прессы Республики Азербайджан, который отмечается в стране ежегодно, 22 июля.

## История Азербайджанской прессы
Основателем азербайджанской прессы является Гасанбек Зардаби. После серьёзных проблем, он добился печати в Баку газеты «Пахарь» («Экинчи») на родном языке. Первый выпуск этой газеты был опубликован 22 июля в 1875 году.
Печать газеты «Экинчи» вызвала ажиотаж во всём Кавказе. За 1875—1877 годы всего было опубликовано 56 номеров газеты. Газета «Экинчи» сыграла важную роль в национальном пробуждении азербайджанского народа, в укреплении национального единства.

## Празднование праздника
16 августа 1998 года третий президент Азербайджана Гейдар Алиев подписал Указ «О мерах по обеспечению в Азербайджанской Республике свободы слова, мысли и информации», который де-юре устранил цензуру над СМИ в Республике. Не исключено, что если праздник будет установлен официально, то власть изберёт для празднования день подписания этого указа или день принятия Закона № 769-IQ «О средствах массовой информации» от 7 декабря 1999 года.
В этот день работники печатных СМИ Азербайджанской республики (журналисты, редакторы, фотографы, дизайнеры и т.д.)  принимают поздравления руководства, коллег по цеху и, конечно, читателей. В немалой степени благодаря отсутствию цензуры СМИ, граждане Азербайджана чувствуют себя много более свободными, чем жители ряда других республик исповедующих ислам.